# Psicologia médica
Psicologia médica é o ramo da medicina que tem a psicologia como campo interdisciplinar específico, além de um grupo de procedimentos realizados por psicólogos - principalmente em alguns estados norte-americanos, na área da saúde. Difere da psicologia hospitalar (que no Brasil também chega a ser chamada psicologia médica) mais quando envolve uma ligação direta com a psicofarmacologia) e utiliza a prescrição de medicamentos psicotrópicos em sua prática. Aliás, a prescrição de substâncias psicoativas por psicólogos tem sido objeto de polêmicos debates no campo jurídico estadual naquele país (ver certificações abaixo), apesar do reconhecimento da necessidade de psicólogos com especialização em psicofarmacologia e tratamento da drogadição, bem como do amplo e reconhecido uso da psicofarmacologia por psicólogos no âmbito de todas as forças armadas por meio de diretivas do Departamento de Defesa  Pode também ser definida como o estudo das relações médico-paciente e das ações psicológicas na prática médica em geral (o que não é o caso desse artigo, pois, neste, a psicologia médica difere não só da hospitalar, como também de outras definições), associada a diversos "movimentos" promotores da humanização da medicina, do SUS, o Sistema Único de Saúde em todos os níveis, ou "medicina da pessoa" na prática clínica individual. 
Grandes contribuições à psicopatologia vieram da psicologia médica, em especial das contribuições de Ernst Kretschmer (1888 - 1964). Pode-se dizer que esta já se constitui como uma ciência única e independente da psiquiatria e da psicologia. Merecem destaques, também, as contribuições do neurologista Sigmund Freud (1856 — 1939), que recomendava a especialização em psicanálise das distintas especialidades médicas, aperfeiçoando os profissionais na lida com os processos transferenciais da relação médico-paciente. Atribui-se ao médico e psicanalista Franz Alexander (1891 — 1964) as primeiras aplicações da psicanálise no tratamento dos distúrbios psicossomáticos.
Segundo Gorayeb e Guerrelhas (2003), a partir do final do século XX, a psicologia intensificou sua atuação relacionada à saúde biológica, sendo, então, incluída na prática médica. O movimento psicossomático favoreceu a entrada de profissionais de saúde mental no hospital geral (primeiro os psiquiatras e depois os psicólogos), possibilitando o trabalho relacionado a problemas no funcionamento saudável dos organismos humanos. Ainda para esses autores essa área do conhecimento pode se desenvolver mais caso as universidades brasileiras ofereçam mais programas de pós-graduação nas áreas aplicadas, para favorecer a formação de pesquisadores na área de psicologia clínica da saúde. 
Entre as contribuições recentes da psicologia médica inclui-se a humanização das UTIs e  o desenvolvimento e utilização de aparelhos de medida do  Índice Bispestral para avaliação da hipnose e nível de consciência na anestesia e coma induzido.  Observe-se que essa aplicação da psicologia à área da saúde não se limita à atuação do psicólogo, antes consiste na disponibilização de conhecimentos de psicologia (geralmente por integração em serviços multiprofissionais ou interconsulta) aos demais profissionais de saúde.

## Certificações internacionais
A reconhecida mundialmente "Academia de Psicologia Médica" estadunidense (AMP) define Psicologia médica como uma especialidade de treinados em nível de pós-doutorado e tal foi projetada para oferecer intervenções diagnósticas e clínicas avançadas em Medicina e Saúde, utilizando os conhecimentos e habilidades de Psicologia clínica, Psicologia da saúde, Medicina comportamental, Psicofarmacologia e Ciência Medicina Básica. 
A especialidade psicologia médica estabeleceu a necessidade de uma certificação por conselhos e academias de psicologia médica estadunidense, exigindo após um doutorado em psicologia uma extensa formação (pós-doutorado) nessa especialidade, além de um exame oral ou escrito.
Embora a "Academia de Psicologia Médica" defina a psicologia médica como uma "especialidade" e estabeleceu uma certificação disso, é importante notar que a "Associação Americana de Psicologia" (APA; health-psych.org), atualmente, não reconhece psicologia médica como uma "especialidade", nem acata a permissão em prescrever. No entanto, o estado da Louisiana daquele país (EUA) a reconhece e estabelece a prática da psicologia médica por lei ("Lei de Práticas em Psicologia médica") como uma "profissão de ciências da saúde" com autoridade prescritiva.
Em 2006, a APA recomendou que a educação e a formação desses psicólogos sigam pré-requisitos específicos para a prescrição de medicamentos e complementem sua formação nas Ciências biológicas, Medicina clínica e Farmacologia em um programa formalizado de educação a nível de pós-doutorado. As seguintes competências clínicas são identificados como essencial na educação e formação dos psicólogos, que desejam exercer autoridade prescritiva. Esses pré-requisitos não são necessários ou especificamente recomendados segundo a APA; isso para a formação e educação desses médicos psicólogos que não buscarem prescrever medicamentos, enquanto os que pretendam prescrever estudem:
- I. Ciência Básica: Anatomia e Fisiologia, Bioquímica;
- II. Neurociências: Neuroanatomia, Neurofisiologia, Neuroquímica;
- III. Avaliação física e exames laboratoriais: Avaliação física, laboratorial e radiológica; Terminologia médica;
- IV. Medicina Clínica e Fisiopatologia: Fisiopatologia, com ênfase nos principais sistemas fisiológicos, Medicina clínica, Diagnóstico diferencial, correlação clínica e estudos de caso, Dependência química, tratamento de Dor crônica;
- V. Clínica e Pesquisa em Farmacologia e Psicofarmacologia: Farmacologia, Farmacologia clínica, Farmacogenética, Psicofarmacologia, Desenvolvimento psicofarmacológico;
- VI. Clínica Farmacoterapêutica: Questões profissionais, éticas e legais, Terapias combinadas e suas interações, Auxílio prático baseado em computador, Farmacoepidemiologia;
- VII. Pesquisa: Metodologia e projeto de pesquisa em Psicofarmacologia, interpretação e avaliação, Desenvolvimento de medicamentos, Departamento de administração de drogas e alimentos (o estadunidense FDA ou USFDA) e outros processos regulatórios.

As recomendações da APA em 2006 também incluem a experiência clínica com supervisão além da intenção de integrar os sete domínios de conhecimento acima, e avaliar as competências nas habilidades do conhecimento aplicado.
A estadunidense "Associação Nacional de Praticantes de Psicologia" (NAPPP) e o orgão de certificação nacional (APM) estabeleceram em nível nacional, a formação, o exame e os critérios práticos dessa especialidade, bem como suas diretrizes, criando até um jornal (nacional) de tal especialidade. Tais organismos de certificação vê a formação psicofarmacológica como um componente da formação de um especialista em Psicologia médica, mas reconhecem que a formação e habilidades especializadas em outros aspectos do tratamento comportamental da doença física e doença mental afetam o paciente e são essenciais para a prática em nível de especialidade de Psicologia médica. 
Vale a observação que a "Academia da Louisiana de Psicologia Médica" (LAMP), atualmente a maior organização de psicólogos com autoridade prescritiva no mundo e a única organização que representa os profissionais de Psicologia médica na Louisiana, não reconhece a Academia de Psicologia Médica como um organismo de certificação adequada para os seus praticantes, e seus membros se demitiram em massa da AMP. Da mesma forma, praticamente, todos os membros da LAMP também renunciaram a "Associação Psicológica da Louisiana" (LPA), depois de muitos membros da LPA afirmarem que o movimento da autoridade prescritiva do LAMP secretamente chegou a um acordo com a junta médica da Louisiana para transferir toda a prática desses médicos psicólogos para uma junta somente médica.

## Psicologia clínica
Nos Estados Unidos, a psicologia médica, se refere ao psicólogo (antes de tudo clínico) especialista em prescrição, com capacidade reconhecida para isso, tendo estudos adicionais tanto na área da medicina como de farmacologia. Em parte dos Estados Unidos e Canadá, se emprega a expressão médico psicólogo para diferenciá-los daqueles outros que não podem prescrever. Muitos estados, províncias e territórios deles estão seguindo um processo legal que permite a esses médicos psicólogos prescreverem medicamentos.
É importante notar que, para eles, a psicologia médica é uma subespecialidade dentro da psicologia clínica e é aceita como tal pela "Association of State and Provincial Psychologists Board" - ASPPB (no Brasil).

## Psicólogos com publicações e relevantes pesquisas em psicofarmacologia
| - Andrew Feldmar (1940) - Bruce K. Alexander (1939) - Betty Eisner (1915–2004) - Charles R. Schuster (1930 - 2011) - Corneliu E. Giurgea (1923–1995) - Duncan B. Blewett (1920-2007) | - James Fadiman (1939) - Neal M. Goldsmith - Mitch Earleywine - Ralph Metzner (1936) - Sidney Durward Shirley Spragg (1909-1995) - Timothy Leary (1920-1996) |